# Masurije Sabin
Masurije Sabin (lat. Masurius Sabinus) je jedan od najvažnijih rimskih pravnika iz prvog stoleća. Bio je prvi istaknuti učitelj sabinijanske pravne škole čiji je osnivač bio pravnik Kapiton , a čiji su članovi bili i Gaj i Gaj Kasije Longin ( suparnička škola zvala se prokuleanska).
O njegovom životu se zna da je živeo u velikoj bedi i da je tek kad mu je bilo 50 godina došao do visoke državničke funkcije postavši ekvestar. Od cara Tiberija dobio je ius publice respondendi ( pravo da javno daje pravne savete).
Napisao je poznati komentar građanskog prava, pod nazivom Libri ad Sabinum. Poznata dela su mu još: Libris tres iuri civilli ( Tri knjige o građanskom pravu), De fascis, Libri memorialum.